# Serie A2 2014-2015 (pallacanestro maschile)
La Serie A2 2014-2015 è stata la seconda edizione del massimo livello dilettantistico del Campionato italiano di pallacanestro, dopo la riforma avvenuta nell'estate 2013. È stata la prima dopo l'accorpamento tra Divisione Nazionale A Gold e Divisione Nazionale A Silver, che avverrà in maniera definitiva nella stagione 2015-16 (le squadre sono infatti rimaste ancora divise nei due gironi Gold e Silver).
Il torneo è stato vinto dalla PMS Torino che, sconfiggendo nella finale playoff per 3-2 la Fortitudo Agrigento, ha conquistato la promozione in Serie A. Al termine della Regular Season è retrocessa in Serie B la Pallacanestro Piacentina, mentre Fulgor Libertas Forlì e Veroli Basket hanno abbandonato la competizione a torneo in corso.

## Regolamento

### Novità
Al campionato prendono parte 32 squadre in due gironi: per il girone di Serie A2 Gold, non vi sono squadre provenienti dalla Serie A in quanto la Sutor Montegranaro, retrocessa dalla Serie A 2013/14, ha rinunciato all'iscrizione; il posto dei marchigiani è stato assegnato alla UCC Casalpusterlengo, ripescata dalla Divisione Nazionale A Silver quale squadra perdente della Finale Promozione.
Neopromosse sul campo dalla Divisione Nazionale A Silver sono invece la Fortitudo Agrigento e la Pallacanestro Mantovana che vanno a sostituire la Andrea Costa Imola, retrocessa al termine della stagione precedente. La Fulgor Libertas Forlì, retrocessa assieme a Imola, è stata invece ripescata per sostituire la Orlandina Basket (a sua volta ammessa in Serie A per colmare il posto lasciato vacante dalla fallita Mens Sana Siena).
Per il girone di Serie A2 Silver, dalla Divisione Nazionale A Gold è retrocessa la Andrea Costa Imola, mentre sono salite dalla Divisione Nazionale B Scafati Basket, Derthona Basket Tortona e Legnano Basket Knights (che hanno sostituito la Pallacanestro Lucca, che abbandonò il torneo a stagione in corso, Affrico Basket Firenze e CUS Bari Pallacanestro, retrocesse in Serie B). In virtù del fallimento della Mens Sana Siena in Serie A, della rinuncia ad iscriversi al campionato di Serie A2 Gold da parte della Sutor Montegranaro e dei conseguenti ripescaggi a cascata nelle serie superiori, sono state ammesse in Serie A2 Silver anche Latina Basket e Pallacanestro Piacentina. Ammessa in Serie A2 Silver anche l'Universo Treviso Basket che ha acquistato i diritti sportivi della Torrevento Nord Barese.

### Formula
Secondo le Disposizioni Organizzative Annuali emanate dalla FIP il campionato di Serie A2 Gold è strutturato come segue.
Le squadre si incontrano fra di loro con gare di andata e ritorno nella prima fase denominata Regular Season.
Al termine della suddetta fase, le squadre classificate dal 1º all'8º posto di Serie A2 Gold e le squadre classificate dal 1º al 4º posto di Serie A2 Silver accedono ai Play Off che mettono in palio un'unica promozione in Serie A.
Le ultime due classificate di Serie A2 Gold disputano i Play Out affrontando le squadre classificate al 14º e 15º posto di Serie A2 Silver che decretano due retrocessioni in Serie B. La 16ª ed ultima classificata di Serie A2 Silver retrocede direttamente in Serie B.

### Avvenimenti
Il 4 gennaio 2015, la Fulgor Libertas Forlì viene esclusa dal campionato dalla federazione per problemi economici e societari. Il 13 febbraio, il Veroli Basket comunica il ritiro dal campionato per problemi finanziari, il 14 la federazione comunica l'ufficialità dell'esclusione.
Il 3 aprile all'Azzurro Basket Napoli vengono inflitti tre punti di penalizzazione per il ritardo nei pagamenti delle rate federali e dei premi nas.

## Serie A2 Gold

### Squadre partecipanti
| Squadra             | Stagione | Città                     | Palazzetto                                         | Stagione precedente                         |
| ------------------- | -------- | ------------------------- | -------------------------------------------------- | ------------------------------------------- |
| Fortitudo Agrigento | dettagli | Agrigento                 | PalaMoncada                                        | 1º posto in DNA/Silver, promossa            |
| Barcellona          | dettagli | Barcellona Pozzo di Gotto | PalAlberti                                         | 7º posto in DNA/Gold                        |
| Pall. Biella        | dettagli | Biella                    | Biella Forum                                       | 4º posto in DNA/Gold                        |
| Leonessa Brescia    | dettagli | Brescia                   | PalaGeorge (Montichiari)                           | 8º posto in DNA/Gold                        |
| Junior Casale       | dettagli | Casale Monferrato         | PalaFerraris                                       | 12º posto in DNA/Gold                       |
| Casalpusterlengo    | dettagli | Casalpusterlengo          | PalaBanca (Piacenza)                               | 7º posto in DNA/Silver, finale playoff      |
| Basket Ferentino    | dettagli | Ferentino                 | Palazzetto Ponte Grande                            | 9º posto in DNA/Gold                        |
| Fulgor L. Forlì     | dettagli | Forlì                     | PalaGalassi                                        | 15º posto in DNA/Gold                       |
| Aurora Jesi         | dettagli | Jesi                      | PalaTriccoli                                       | 13º posto in DNA/Gold                       |
| Mantova             | dettagli | Mantova                   | PalaBam                                            | 2º posto in DNA/Silver, promossa ai playoff |
| Azzurro Napoli      | dettagli | Napoli                    | PalaBarbuto                                        | 10º posto in DNA/Gold                       |
| PMS Basketball      | dettagli | Torino                    | PalaRuffini                                        | 5º posto in DNA/Gold                        |
| Pall. Trapani       | dettagli | Trapani                   | PalaIlio                                           | 11º posto in DNA/Gold                       |
| Pall. Trieste       | dettagli | Trieste                   | PalaTrieste                                        | 14º posto in DNA/Gold                       |
| Veroli Basket       | dettagli | Veroli                    | Palazzo dello sport Città di Frosinone (Frosinone) | 6º posto in DNA/Gold                        |
| Scaligera Verona    | dettagli | Verona                    | AGSM Forum                                         | 3º posto in DNA/Gold                        |

### Classifica
|  | Pos. | Squadra                         | Pt | G  | V  | P  | PtF  | PtS  | Diff. |
|  | ---- | ------------------------------- | -- | -- | -- | -- | ---- | ---- | ----- |
|  | 1.   | Tezenis Verona                  | 44 | 26 | 22 | 4  | 2106 | 1904 | +202  |
|  | 2.   | Centrale del Latte Brescia      | 36 | 26 | 18 | 8  | 2190 | 2088 | +102  |
|  | 3.   | Manital Torino                  | 32 | 26 | 16 | 10 | 2166 | 2099 | +67   |
|  | 4.   | Novipiù Casale Monferrato       | 30 | 26 | 15 | 11 | 1862 | 1778 | +84   |
|  | 5.   | Angelico Biella                 | 30 | 26 | 15 | 11 | 2069 | 2003 | +66   |
|  | 6.   | FMC Ferentino                   | 26 | 26 | 13 | 13 | 2016 | 2017 | -1    |
|  | 7.   | Pallacanestro Trieste 2004      | 26 | 26 | 13 | 13 | 2094 | 2106 | -12   |
|  | 8.   | Moncada Agrigento               | 26 | 26 | 13 | 13 | 1945 | 1962 | -17   |
|  | 9.   | Dinamica Generale Mantova       | 24 | 26 | 12 | 14 | 1940 | 1942 | -2    |
|  | 10.  | Lighthouse Trapani              | 22 | 26 | 11 | 15 | 1936 | 1978 | -42   |
|  | 11.  | Assigeco Casalpusterlengo       | 20 | 26 | 10 | 16 | 1939 | 1977 | -38   |
|  | 12.  | Orange Moon Barcellona          | 20 | 26 | 10 | 16 | 1904 | 1938 | -34   |
|  | 13.  | Fileni BPA Jesi                 | 14 | 26 | 7  | 19 | 1975 | 2105 | -130  |
|  | 14.  | Givova Cafè de Flor Napoli (-3) | 11 | 26 | 7  | 19 | 1803 | 2048 | -245  |
|  |      | Veroli Basket                   | -  | -  | -  | -  | -    | -    | -     |
|  |      | Fulgor Libertas Forlì           | -  | -  | -  | -  | -    | -    | -     |

Legenda:
      Partecipante ai play-off.
 Promossa dopo i play-off in Serie A 2015-2016..
      Retrocessa direttamente in Serie B 2015-2016.
      Esclusa a campionato in corso.
 Vincitrice Coppa Italia LNP
Regolamento:
Due punti a vittoria, zero a sconfitta.
In caso di arrivo a pari punti, contano gli scontri diretti e la classifica avulsa.
Note:
L'Azzurro Napoli Basket ha scontato 3 punti di penalizzazione.
Fulgor Forlì e Basket Veroli escluse a campionato in corso.

### Risultati
| Risultati                  | AGR   | BAR   | BIE    | BRE    | CAS   | CSP    | FER   | FOR    | JES   | MAN   | NAP    | TOR     | TRA   | TRI    | VRN   | VRL    |
| -------------------------- | ----- | ----- | ------ | ------ | ----- | ------ | ----- | ------ | ----- | ----- | ------ | ------- | ----- | ------ | ----- | ------ |
| Moncada Agrigento          |       | 79-73 | 76-70  | 82-72  | 64-57 | 87-74  | 74-80 | canc.  | 82-78 | 79-54 | 81-75  | 91-83   | 62-69 | 87-89  | 75-86 | 105-76 |
| Orange Moon Barcellona     | 55-61 |       | 86-77  | 86-67  | 61-64 | 75-79  | 82-80 | 81-58  | 86-68 | 81-77 | 20-0   | 110-115 | 76-74 | 76-71  | 69-65 | 85-69  |
| Angelico Biella            | 99-71 | 76-79 |        | 70-68  | 79-61 | 65-53  | 90-77 | canc.  | 76-71 | 85-95 | 88-61  | 93-73   | 95-91 | 86-83  | 69-75 | canc.  |
| Centrale del Latte Brescia | 83-81 | 83-75 | 85-65  |        | 85-77 | 104-98 | 93-87 | canc.  | 82-74 | 68-66 | 111-82 | 98-96   | 75-76 | 96-88  | 76-78 | 87-44  |
| Novipiù Casale Monferrato  | 66-69 | 69-61 | 78-60  | 82-85  | -     | 77-65  | 84-59 | canc.  | 65-58 | 80-73 | 75-60  | 73-82   | 88-63 | 79-59  | 74-65 | canc.  |
| Assigeco Casalpusterlengo  | 78-63 | 82-78 | 71-69  | 69-76  | 51-65 |        | 58-63 | canc.  | 80-69 | 58-64 | 87-80  | 74-77   | 77-63 | 89-84  | 68-76 | 86-63  |
| FMC Ferentino              | 85-72 | 85-69 | 59-64  | 74-71  | 75-70 | 78-95  |       | 71-64  | 83-70 | 86-69 | 76-69  | 78-65   | 62-68 | 92-105 | 91-94 | canc.  |
| Fulgor Libertas Forlì      | 75-83 | canc. | 83-79  | 62-92  | canc. | 74-70  | canc. |        | 98-63 | canc. | canc.  | canc.   | canc. | 34-119 | canc. | canc.  |
| Fileni BPA Jesi            | 88-78 | 83-80 | 89-95  | 72-85  | 67-66 | 55-70  | 89-73 | canc.  |       | 53-80 | 82-92  | 78-86   | 90-74 | 98-93  | 82-86 | 74-58  |
| Dinamica Generale Mantova  | 82-77 | 80-73 | 83-86  | 87-101 | 72-82 | 91-78  | 90-87 | 69-61  | 78-70 |       | 103-77 | 66-83   | 79-91 | 59-52  | 65-79 | 81-79  |
| Givova Cafè de Flor Napoli | 61-69 | 81-69 | 73-95  | 64-71  | 62-76 | 82-80  | 69-75 | 88-59  | 76-74 | 78-76 |        | 88-84   | 58-82 | 64-76  | 67-57 | 85-71  |
| Manital Torino             | 67-55 | 82-77 | 95-73  | 106-98 | 69-62 | 85-74  | 80-70 | 96-84  | 94-87 | 82-85 | 79-66  |         | 79-75 | 94-82  | 83-95 | canc.  |
| Lighthouse Trapani         | 80-85 | 82-78 | 75-85  | 88-94  | 82-69 | 75-74  | 71-72 | 87-89  | 81-68 | 0-20  | 85-82  | 84-74   |       | 73-83  | 91-92 | 87-68  |
| Pallacanestro Trieste 2004 | 75-70 | 75-69 | 106-97 | 81-87  | 69-71 | 80-75  | 70-90 | canc.  | 89-79 | 79-78 | 87-68  | 73-66   | 95-90 |        | 79-93 | 81-62  |
| Tezenis Verona             | 83-74 | 83-60 | 69-62  | 84-76  | 83-52 | 96-82  | 86-79 | 125-37 | 74-83 | 77-68 | 90-68  | 95-87   | 66-53 | 80-71  |       | 94-68  |
| GZC Veroli                 | 86-74 | canc. | 69-107 | canc.  | 61-65 | 57-66  | 78-90 | canc.  | canc. | canc. | 77-81  | 93-97   | 82-79 | 70-76  | 55-78 |        |

### Calendario
| Prima giornata |                            |          |
| 5-10-14        |                            | 11-01-15 |
| 82-74          | Brescia-Jesi               | 85-72    |
| 69-75          | Napoli-Ferentino           | 69-76    |
| 81-58          | Barcellona-Forlì           | canc.    |
| 55-78          | Veroli-Verona              | 68-94    |
| 87-74          | Agrigento-Casalpusterlengo | 63-78    |
| 79-59          | Casale-Trieste             | 71-69    |
| 93-73          | Biella-Torino              | 73-95    |
| 0-20           | Trapani-Mantova            | 91-79    |

| Quarta giornata |                       |          |
| 19-10-14        |                       | 25-01-15 |
| 55-70           | Jesi-Casalpusterlengo | 69-80    |
| 85-71           | Napoli-Veroli         | 81-77    |
| 85-69           | Ferentino-Barcellona  | 80-82    |
| 66-69           | Casale-Agrigento      | 57-64    |
| 69-61           | Mantova-Forlì         | canc.    |
| 106-97          | Trieste-Biella        | 83-86    |
| 106-98          | Torino-Brescia        | 96-98    |
| 66-53           | Verona-Trapani        | 92-91    |

| Settima giornata |                         |          |
| 09-11-14         |                         | 15-02-15 |
| 85-69            | Barcellona-Veroli       | canc.    |
| 78-65            | Ferentino-Torino        | 70-80    |
| 62-69            | Agrigento-Trapani       | 85-80    |
| 83-79            | Forlì-Biella            | canc.    |
| 87-80            | Casalpusterlengo-Napoli | 80-82    |
| 78-70            | Mantova-Jesi            | 80-53    |
| 81-87            | Trieste-Brescia         | 88-96    |
| 83-52            | Verona-Casale           | 65-74    |

| Decima giornata |                          |          |
| 30-11-14        |                          | 15-03-15 |
| 83-80           | Jesi-Barcellona          | 68-86    |
| 67-57           | Napoli-Verona            | 68-90    |
| 87-44           | Brescia-Veroli           | canc.    |
| 71-64           | Ferentino-Forlì          | canc.    |
| 58-64           | Casalpusterlengo-Mantova | 78-91    |
| 99-71           | Biella-Agrigento         | 70-76    |
| 82-69           | Trapani-Casale           | 63-88    |
| 94-82           | Torino-Trieste           | 66-73    |

| Tredicesima giornata |                         |          |
| 21-12-14             |                         | 04-04-15 |
| 64-71                | Napoli-Brescia          | 82-111   |
| 86-77                | Barcellona-Biella       | 79-76    |
| 93-97                | Veroli-Torino           | canc.    |
| 74-80                | Agrigento-Ferentino     | 72-85    |
| 77-65                | Casale-Casalpusterlengo | 65-51    |
| 81-68                | Trapani-Jesi            | 74-90    |
| 79-78                | Trieste-Mantova         | 52-59    |
| 125-37               | Verona-Forlì            | canc.    |

| Seconda giornata |                          |          |
| 12-10-14         |                          | 18-01-14 |
| 89-95            | Jesi-Biella              | 71-76    |
| 62-68            | Ferentino-Trapani        | 72-71    |
| 75-83            | Forlì-Agrigento          | canc.    |
| 69-76            | Casalpusterlengo-Brescia | 98-104   |
| 72-82            | Mantova-Casale           | 73-80    |
| 81-62            | Trieste-Veroli           | 76-70    |
| 79-66            | Torino-Napoli            | 84-88    |
| 83-60            | Verona-Barcellona        | 65-69    |

| Quinta giornata |                         |          |
| 26-10-14        |                         | 01-02-15 |
| 61-64           | Barcellona-Casale       | 61-69    |
| 85-65           | Brescia-Biella          | 68-70    |
| 82-79           | Veroli-Trapani          | 68-87    |
| 81-75           | Agrigento-Napoli        | 69-61    |
| 98-63           | Forlì-Jesi              | canc.    |
| 74-77           | Casalpusterlengo-Torino | 74-85    |
| 90-87           | Mantova-Ferentino       | 69-86    |
| 79-93           | Trieste-Verona          | 71-80    |

| Ottava giornata |                            |          |
| 16-11-14        |                            | 22-02-15 |
| 64-76           | Napoli-Trieste             | 68-87    |
| 76-78           | Brescia-Verona             | 76-84    |
| 61-65           | Veroli-Casale              | canc.    |
| 79-73           | Agrigento-Barcellona       | 61-55    |
| 58-63           | Casalpusterlengo-Ferentino | 95-78    |
| 85-95           | Biella-Mantova             | 86-83    |
| 87-89           | Trapani-Forlì              | canc.    |
| 94-87           | Torino-Jesi                | 86-78    |

| Undicesima giornata |                          |          |
| 07-12-14            |                          | 22-03-15 |
| 81-77               | Barcellona-Mantova       | 73-80    |
| 78-90               | Veroli-Ferentino         | canc.    |
| 91-83               | Agrigento-Torino         | 55-67    |
| 62-92               | Forlì-Brescia            | canc.    |
| 78-60               | Casale-Biella            | 61-79    |
| 85-82               | Trapani-Napoli           | 82-58    |
| 80-75               | Trieste-Casalpusterlengo | 84-89    |
| 74-83               | Verona-Jesi              | 86-82    |

| Quattordicesima giornata |                          |          |
| 28-12-14                 |                          | 12-04-15 |
| 98-93                    | Jesi-Trieste             | 79-89    |
| 83-75                    | Brescia-Barcellona       | 67-86    |
| 91-94                    | Ferentino-Verona         | 79-86    |
| canc.                    | Forlì-Veroli             | canc.    |
| 77-63                    | Casalpusterlengo-Trapani | 74-75    |
| 88-61                    | Biella-Napoli            | 95-73    |
| 82-77                    | Mantova-Agrigento        | 54-79    |
| 69-62                    | Torino-Casale            | 82-73    |

| Terza giornata |                         |          |
| 16-10-14       |                         | 22-01-15 |
| 88-59          | Napoli-Forlì            | canc.    |
| 76-71          | Barcellona-Trieste      | 69-75    |
| 68-66          | Brescia-Mantova         | 101-87   |
| 57-66          | Veroli-Casalpusterlengo | 63-86    |
| 75-86          | Agrigento-Verona        | 74-83    |
| 65-58          | Casale-Jesi             | 66-67    |
| 90-77          | Biella-Ferentino        | 64-59    |
| 84-74          | Trapani-Torino          | 75-79    |

| Sesta giornata |                         |          |
| 02-11-14       |                         | 08-02-15 |
| 89-73          | Jesi-Ferentino          | 70-83    |
| 81-69          | Napoli-Barcellona       | 0-20     |
| 86-74          | Veroli-Agrigento        | 76-105   |
| 82-85          | Casale-Brescia          | 77-85    |
| 65-53          | Biella-Casalpusterlengo | 69-71    |
| 73-83          | Trapani-Trieste         | 90-95    |
| 96-84          | Torino-Forlì            | canc.    |
| 77-68          | Verona-Mantova          | 79-65    |

| Nona giornata |                        |          |
| 23-11-14      |                        | 01-03-15 |
| 74-58         | Jesi-Veroli            | canc.    |
| 76-74         | Barcellona-Trapani     | 78-82    |
| 74-71         | Ferentino-Brescia      | 87-93    |
| 74-70         | Forlì-Casalpusterlengo | canc.    |
| 75-60         | Casale-Napoli          | 76-62    |
| 66-83         | Mantova-Torino         | 85-82    |
| 75-70         | Trieste-Agrigento      | 89-87    |
| 69-62         | Verona-Biella          | 75-69    |

| Dodicesima giornata |                         |          |
| 14-12-14            |                         | 29-03-15 |
| 82-92               | Jesi-Napoli             | 74-76    |
| 83-81               | Brescia-Agrigento       | 72-82    |
| 75-70               | Ferentino-Casale        | 59-84    |
| 34-119              | Forlì-Trieste           | canc.    |
| 68-76               | Casalpusterlengo-Verona | 82-96    |
| 95-91               | Biella-Trapani          | 85-75    |
| 81-79               | Mantova-Veroli          | canc.    |
| 82-77               | Torino-Barcellona       | 115-110  |

| Quindicesima giornata |                             |          |
| 04-01-15              |                             | 19-04-15 |
| 78-76                 | Napoli-Mantova              | 77-103   |
| 75-79                 | Barcellona-Casalpusterlengo | 78-82    |
| 69-107                | Veroli-Biella               | canc.    |
| 82-78                 | Agrigento-Jesi              | 78-88    |
| canc.                 | Casale-Forlì                | canc.    |
| 88-94                 | Trapani-Brescia             | 76-75    |
| 70-90                 | Trieste-Ferentino           | 105-92   |
| 95-87                 | Verona-Torino               | 94-83    |

## Serie A2 Silver

### Squadre partecipanti
| Squadra            | Stagione | Città                | Palazzetto              | Stagione precedente                           |
| ------------------ | -------- | -------------------- | ----------------------- | --------------------------------------------- |
| Pall. Chieti       | dettagli | Chieti               | PalaTricalle            | 9º posto in DNA/Silver                        |
| Pall. Ferrara 2011 | dettagli | Ferrara              | Palasport di Ferrara    | 5º posto in DNA/Silver                        |
| A. Costa Imola     | dettagli | Imola                | PalaRuggi               | 16º posto in DNA/Gold, retrocessa             |
| Latina Basket      | dettagli | Latina               | PalaBianchini           | 1º posto in DNB Girone C                      |
| Legnano Basket     | dettagli | Legnano              | PalaBorsani             | 2º posto in DNB Girone B, promossa ai playoff |
| Olimpia Matera     | dettagli | Matera               | PalaSassi               | 8º posto in DNA/Silver                        |
| Fulgor Omegna      | dettagli | Omegna               | PalaBattisti (Verbania) | 4º posto in DNA/Silver                        |
| Pall. Piacentina   | dettagli | Piacenza             | PalaFranzanti           | 3º posto in DNB Girone A                      |
| Basket Ravenna     | dettagli | Ravenna              | Pala De André           | 6º posto in DNA/Silver                        |
| Recanati           | dettagli | Recanati             | PalaCingolani           | 11º posto in DNA/Silver                       |
| Viola R. Calabria  | dettagli | Reggio Calabria      | PalaCalafiore           | 12º posto in DNA/Silver                       |
| Pall. Roseto       | dettagli | Roseto degli Abruzzi | PalaMaggetti            | 10º posto in DNA/Silver                       |
| Scafati Basket     | dettagli | Scafati              | PalaMangano             | 1º posto in DNB Girone D, promossa ai playoff |
| Derthona Basket    | dettagli | Tortona              | PalaOltrepò (Voghera)   | 1º posto in DNB Girone A, promossa ai playoff |
| Blu Treviglio      | dettagli | Treviglio            | PalaFacchetti           | 3º posto in DNA/Silver                        |
| Universo Treviso   | dettagli | Treviso              | PalaVerde               | 4º posto in DNB Girone B                      |

### Classifica
|  | Pos. | Squadra               | Pt | G  | V  | P  | PtF  | PtS  | Diff. |
|  | ---- | --------------------- | -- | -- | -- | -- | ---- | ---- | ----- |
|  | 1.   | De' Longhi Treviso    | 42 | 30 | 21 | 9  | 2209 | 2030 | +179  |
|  | 2.   | Mobyt Ferrara         | 40 | 30 | 20 | 10 | 2412 | 2355 | +57   |
|  | 3.   | Basket Recanati       | 38 | 30 | 19 | 11 | 2475 | 2331 | +144  |
|  | 4.   | Remer Treviglio       | 38 | 30 | 19 | 11 | 2374 | 2287 | +87   |
|  | 5.   | ACMAR Ravenna         | 36 | 30 | 18 | 12 | 2245 | 2179 | +66   |
|  | 6.   | Viola Reggio Calabria | 36 | 30 | 18 | 12 | 2348 | 2324 | +24   |
|  | 7.   | Proger Chieti         | 32 | 30 | 16 | 14 | 2271 | 2214 | +57   |
|  | 8.   | Givova Scafati        | 32 | 30 | 16 | 14 | 2333 | 2346 | -13   |
|  | 9.   | ORSI Tortona          | 32 | 30 | 16 | 14 | 2271 | 2232 | +39   |
|  | 10.  | Paffoni Omegna        | 28 | 30 | 14 | 16 | 2435 | 2417 | +18   |
|  | 11.  | Mec-Energy Roseto     | 26 | 30 | 13 | 17 | 2275 | 2311 | -36   |
|  | 12.  | Andrea Costa Imola    | 24 | 30 | 12 | 18 | 2295 | 2370 | -75   |
|  | 13.  | Europromotion Legnano | 24 | 30 | 12 | 18 | 2161 | 2264 | -103  |
|  | 14.  | Benacquista Latina    | 24 | 30 | 12 | 18 | 2307 | 2347 | -40   |
|  | 15.  | Bawer Matera          | 16 | 30 | 8  | 22 | 2134 | 2327 | -193  |
|  | 16.  | Bakery Piacenza       | 12 | 30 | 6  | 24 | 2155 | 2366 | -211  |

Legenda:
      Partecipante ai play-off..
      Retrocessa direttamente in Serie B 2015-2016.
Regolamento:
Due punti a vittoria, zero a sconfitta.
In caso di arrivo a pari punti, contano gli scontri diretti e la classifica avulsa.
Note:

### Risultati
| Risultati             | CHI   | FER   | IMO   | LAT    | LEG   | MAT    | OME   | PIA   | RAV   | REC   | REG   | ROS   | SCA   | TOR     | TVG     | TVS   |
| --------------------- | ----- | ----- | ----- | ------ | ----- | ------ | ----- | ----- | ----- | ----- | ----- | ----- | ----- | ------- | ------- | ----- |
| Proger Chieti         |       | 77-82 | 83-64 | 80-73  | 77-70 | 75-79  | 82-76 | 80-72 | 83-70 | 83-78 | 85-66 | 78-70 | 71-61 | 73-71   | 85-90   | 59-63 |
| Mobyt Ferrara         | 79-75 |       | 77-75 | 94-80  | 75-73 | 75-80  | 81-72 | 92-78 | 80-76 | 81-79 | 94-70 | 62-69 | 81-73 | 85-77   | 110-114 | 72-71 |
| Andrea Costa Imola    | 72-73 | 78-86 |       | 92-83  | 85-70 | 90-76  | 74-86 | 88-71 | 78-88 | 66-88 | 75-72 | 65-58 | 86-75 | 77-59   | 76-64   | 59-82 |
| Benacquista Latina    | 55-60 | 72-84 | 84-92 |        | 73-91 | 68-62  | 76-77 | 83-87 | 73-67 | 91-87 | 83-76 | 83-73 | 78-66 | 69-80   | 89-92   | 74-63 |
| Europromotion Legnano | 64-60 | 67-84 | 76-68 | 78-80  |       | 73-61  | 78-72 | 77-71 | 72-69 | 82-73 | 85-89 | 82-74 | 82-77 | 67-82   | 75-76   | 60-63 |
| Bawer Matera          | 70-90 | 73-81 | 79-71 | 62-81  | 82-74 |        | 70-67 | 86-71 | 67-79 | 79-89 | 64-66 | 85-93 | 58-69 | 55-77   | 78-73   | 71-72 |
| Paffoni Omegna        | 84-71 | 81-74 | 83-76 | 87-77  | 85-76 | 81-70  |       | 90-67 | 94-61 | 94-87 | 88-95 | 90-93 | 83-75 | 81-93   | 92-76   | 91-98 |
| Bakery Piacenza       | 70-59 | 83-85 | 73-92 | 75-74  | 70-72 | 78-83  | 81-82 |       | 66-74 | 92-98 | 83-88 | 85-79 | 59-77 | 85-81   | 84-72   | 72-80 |
| ACMAR Ravenna         | 93-83 | 84-74 | 75-67 | 80-74  | 75-41 | 87-76  | 77-72 | 69-61 |       | 65-73 | 93-66 | 77-67 | 83-80 | 83-54   | 64-74   | 68-66 |
| Basket Recanati       | 85-79 | 90-86 | 88-74 | 63-73  | 74-56 | 102-70 | 94-81 | 78-56 | 80-84 |       | 69-79 | 84-70 | 78-73 | 78-82   | 101-94  | 84-82 |
| Viola Reggio Calabria | 87-77 | 83-87 | 94-77 | 87-85  | 79-50 | 68-63  | 81-79 | 76-68 | 89-79 | 68-86 |       | 75-71 | 65-72 | 92-71   | 78-63   | 73-90 |
| Mec-Energy Roseto     | 57-75 | 87-76 | 86-73 | 71-101 | 66-79 | 89-71  | 85-76 | 86-82 | 62-56 | 78-81 | 73-76 |       | 88-89 | 90-78   | 78-71   | 63-71 |
| Givova Scafati        | 96-89 | 74-91 | 95-81 | 66-68  | 80-78 | 80-76  | 95-84 | 81-73 | 77-70 | 86-81 | 89-85 | 64-62 |       | 109-104 | 68-72   | 90-68 |
| ORSI Tortona          | 87-89 | 90-70 | 68-79 | 92-82  | 92-83 | 82-70  | 86-70 | 20-0  | 78-73 | 70-71 | 72-81 | 71-66 | 88-61 |         | 80-78   | 71-59 |
| Remer Treviglio       | 68-59 | 87-59 | 87-69 | 89-66  | 80-76 | 67-66  | 92-79 | 81-68 | 71-72 | 86-79 | 70-68 | 85-90 | 94-79 | 70-57   |         | 81-72 |
| De' Longhi Treviso    | 62-61 | 67-55 | 91-76 | 74-59  | 69-51 | 59-52  | 76-58 | 83-74 | 81-54 | 71-77 | 83-76 | 67-78 | 70-56 | 86-58   | 70-57   |       |

## Play-out
In seguito al fallimento di Veroli Basket e Fulgor Libertas Forlì, i play-out non si sono disputati.

## Play-off

### Tabellone
|  | Ottavi di finale | Ottavi di finale    | Ottavi di finale | Ottavi di finale | Ottavi di finale |  |  | Quarti di finale | Quarti di finale    | Quarti di finale    | Quarti di finale | Quarti di finale | Quarti di finale | Quarti di finale |    |    | Semifinali          | Semifinali          | Semifinali          | Semifinali | Semifinali | Semifinali | Semifinali |    |    | Finale | Finale | Finale | Finale | Finale | Finale | Finale |  |
|  |                  |                     |                  |                  |                  |  |  |                  |                     |                     |                  |                  |                  |                  |    |    |                     |                     |                     |            |            |            |            |    |    |        |        |        |        |        |        |        |  |
|  |                  |                     |                  |                  |                  |  |  | 1G               | Scaligera Verona    | Scaligera Verona    | 84               | 75               | 63               | 80               |    |    |                     |                     |                     |            |            |            |            |    |    |        |        |        |        |        |        |        |  |
|  | 8G               | Fortitudo Agrigento | 102              | 70               | 79               |  |  |                  | Fortitudo Agrigento | Fortitudo Agrigento | 76               | 83               | 75               | 83               |    |    |                     |                     |                     |            |            |            |            |    |    |        |        |        |        |        |        |        |  |
|  | 1S               | Universo Treviso    | 84               | 78               | 64               |  |  |                  |                     |                     |                  |                  |                  |                  |    |    | Fortitudo Agrigento | Fortitudo Agrigento | Fortitudo Agrigento | 60         | 72         | 69         | 80         |    |    |        |        |        |        |        |        |        |  |
|  |                  |                     |                  |                  |                  |  |  |                  |                     | Junior Casale       | Junior Casale    | Junior Casale    | 53               | 66               | 71 | 72 |                     |                     |                     |            |            |            |            |    |    |        |        |        |        |        |        |        |  |
|  |                  |                     |                  |                  |                  |  |  | 4G               | Junior Casale       | Junior Casale       | 71               | 76               | 71               | 80               |    |    |                     |                     |                     |            |            |            |            |    |    |        |        |        |        |        |        |        |  |
|  | 5G               | Pall. Biella        | 90               | 67               | 76               |  |  |                  | Pall. Biella        | Pall. Biella        | 60               | 67               | 74               | 76               |    |    |                     |                     |                     |            |            |            |            |    |    |        |        |        |        |        |        |        |  |
|  | 4S               | Blu Treviglio       | 83               | 70               | 68               |  |  |                  |                     |                     |                  |                  |                  |                  |    |    | Fortitudo Agrigento | Fortitudo Agrigento | 75                  | 89         | 76         | 76         | 70         |    |    |        |        |        |        |        |        |        |  |
|  |                  |                     |                  |                  |                  |  |  |                  |                     |                     |                  |                  |                  |                  |    |    |                     |                     | PMS Torino          | PMS Torino | 88         | 76         | 65         | 78 | 93 |        |        |        |        |        |        |        |  |
|  |                  |                     |                  |                  |                  |  |  | 2G               | Leonessa Brescia    | 86                  | 79               | 84               | 73               | 69               |    |    |                     |                     |                     |            |            |            |            |    |    |        |        |        |        |        |        |        |  |
|  | 7G               | Pall. Trieste       | 68               | 80               | 71               |  |  |                  | Pall. Trieste       | 78                  | 77               | 85               | 79               | 55               |    |    |                     |                     |                     |            |            |            |            |    |    |        |        |        |        |        |        |        |  |
|  | 2S               | Pall. Ferrara 2011  | 75               | 73               | 61               |  |  |                  |                     |                     |                  |                  |                  |                  |    |    | Leonessa Brescia    | Leonessa Brescia    | Leonessa Brescia    | 78         | 74         | 68         | 86         |    |    |        |        |        |        |        |        |        |  |
|  |                  |                     |                  |                  |                  |  |  |                  |                     | PMS Torino          | PMS Torino       | PMS Torino       | 73               | 85               | 89 | 91 |                     |                     |                     |            |            |            |            |    |    |        |        |        |        |        |        |        |  |
|  |                  |                     |                  |                  |                  |  |  | 3G               | PMS Torino          | PMS Torino          | PMS Torino       | 88               | 92               | 74               |    |    |                     |                     |                     |            |            |            |            |    |    |        |        |        |        |        |        |        |  |
|  | 6G               | Basket Ferentino    | 91               | 91               | 82               |  |  |                  | Basket Ferentino    | Basket Ferentino    | Basket Ferentino | 72               | 79               | 66               |    |    |                     |                     |                     |            |            |            |            |    |    |        |        |        |        |        |        |        |  |
|  | 3S               | Recanati            | 100              | 78               | 64               |  |  |                  |                     |                     |                  |                  |                  |                  |    |    |                     |                     |                     |            |            |            |            |    |    |        |        |        |        |        |        |        |  |

### Ottavi di finale
Ogni serie è al meglio delle 3 partite. L'ordine delle partite è: gara-1 ed eventuale gara-3 in casa della meglio classificata (squadre provenienti dalla A2 Gold); gara-2 in casa della peggior classificata (squadre provenienti dalla A2 Silver).

#### Agrigento - Treviso
| Porto Empedocle 23 aprile 2015, ore 20:30 UTC+2                                                           | Moncada Agrigento | 102 – 84 (28-24; 57-44; 80-68) referto | De' Longhi Treviso | PalaMoncada (1.700 spett.) |
| Evangelisti 24 Punti 23 Powell Piazza 7 Assist 4 Fabi , Fantinelli Williams , Dudzinski Rimbalzi 7 Powell |                   |                                        |                    |                            |
| |                   |                                        |                    |                            |
| Evangelisti 24                                                                                            | Punti             | 23 Powell                              |                    |                            |
| Piazza 7                                                                                                  | Assist            | 4 Fabi, Fantinelli                     |                    |                            |
| Williams, Dudzinski                                                                                       | Rimbalzi          | 7 Powell                               |                    |                            |

| Villorba 25 aprile 2015, ore 20:30 UTC+2                                                        | De' Longhi Treviso | 78 – 70 (22-25; 37-37; 55-57) referto | Moncada Agrigento | PalaVerde (4.576 spett.) |
| Williams 29 Punti 22 Dudzinski Fantinelli 6 Assist 6 Piazza Fantinelli 12 Rimbalzi 10 Dudzinski |                    |                                       |                   |                          |
|                                                                                                 |                    |                                       |                   |                          |
| Williams 29                                                                                     | Punti              | 22 Dudzinski                          |                   |                          |
| Fantinelli 6                                                                                    | Assist             | 6 Piazza                              |                   |                          |
| Fantinelli 12                                                                                   | Rimbalzi           | 10 Dudzinski                          |                   |                          |

| Porto Empedocle 29 aprile 2015, ore 20:30 UTC+2 | Moncada Agrigento | 79 – 64 (18-25; 45-40; 60-56) | De' Longhi Treviso | PalaMoncada |

#### Biella - Treviglio
| Biella 23 aprile 2015, ore 20:30 UTC+2                                              | Angelico Biella | 90 – 83 (18-23; 42-36; 62-66) referto | Remer Treviglio | Biella Forum (2.151 spett.) |
| Raymond 31 Punti 29 Marino Raymond 5 Assist 3 Marino Infante 12 Rimbalzi 10 Marusic |                 |                                       |                 |                             |
|                                                                                     |                 |                                       |                 |                             |
| Raymond 31                                                                          | Punti           | 29 Marino                             |                 |                             |
| Raymond 5                                                                           | Assist          | 3 Marino                              |                 |                             |
| Infante 12                                                                          | Rimbalzi        | 10 Marusic                            |                 |                             |

| Treviglio 26 aprile 2015, ore 18:00 UTC+2 | Remer Treviglio | 70 – 67 (19-16; 39-28; 54-50) | Angelico Biella | PalaFacchetti |

| Biella 29 aprile 2015, ore 20:30 UTC+2 | Angelico Biella | 76 – 68 (24-13; 47-36; 64-52) | Remer Treviglio | Biella Forum |

#### Trieste - Ferrara
| Trieste 23 aprile 2015, ore 20:30 UTC+2                                                                 | Pallacanestro Trieste 2004 | 68 – 75 (12-16; 32-33; 49-51) referto | Mobyt Ferrara | PalaTrieste (3.500 spett.) |
| Holloway 20 Punti 19 Hasbrouck Tonut 3 Assist 6 Hasbrouck A. Coronica , Holloway 8 Rimbalzi 13 Pipitone |                            |                                       |               |                            |
| |                            |                                       |               |                            |
| Holloway 20                                                                                             | Punti                      | 19 Hasbrouck                          |               |                            |
| Tonut 3                                                                                                 | Assist                     | 6 Hasbrouck                           |               |                            |
| A. Coronica, Holloway 8                                                                                 | Rimbalzi                   | 13 Pipitone                           |               |                            |

| Ferrara 26 aprile 2015, ore 18:00 UTC+2 | Mobyt Ferrara | 73 – 80 (14-24; 32-44; 52-63) | Pallacanestro Trieste 2004 | Pala Hilton Pharma |

| Trieste 30 aprile 2015, ore 20:30 UTC+2 | Pallacanestro Trieste 2004 | 71 – 61 (21-18; 34-36; 55-47) | Mobyt Ferrara | PalaTrieste |

#### Ferentino - Recanati
| Ferentino 23 aprile 2015, ore 20:30 UTC+2                                                 | FMC Ferentino | 91 – 100 (14-25; 46-51; 63-74) referto | Basket Recanati | Palazzetto Ponte Grande (1.180 spett.) |
| Starks 31 Punti 22 Mosley cinque giocatori 1 Assist 8 Lauwers Thomas 7 Rimbalzi 11 Mosley |               |                                        |                 |                                        |
|                                                                                           |               |                                        |                 |                                        |
| Starks 31                                                                                 | Punti         | 22 Mosley                              |                 |                                        |
| cinque giocatori 1                                                                        | Assist        | 8 Lauwers                              |                 |                                        |
| Thomas 7                                                                                  | Rimbalzi      | 11 Mosley                              |                 |                                        |

| Recanati 26 aprile 2015, ore 20:30 UTC+2 | Basket Recanati | 78 – 91 (18-26; 35-46; 57-66) | FMC Ferentino | Palasport Cingolani |

| Ferentino 29 aprile 2015, ore 20:30 UTC+2 | FMC Ferentino | 79 – 64 (28-16; 50-29; 69-48) | Basket Recanati | Palazzetto Ponte Grande |

### Quarti di finale
Ogni serie è al meglio delle 5 partite. L'ordine delle partite è: gara-1, gara-2 ed eventuale gara-5 in casa della meglio classificata; gara-3 ed eventuale gara-4 in casa della peggior classificata.

#### Verona - Agrigento
| Verona 2 maggio 2015, ore 20:30 UTC+2 | Tezenis Verona | 84 – 76 (13-18; 40-46; 62-62) referto | Moncada Agrigento | PalaOlimpia (3.863 spett.) |

| Verona 4 maggio 2015, ore 20:30 UTC+2 | Tezenis Verona | 75 – 83 (16-21; 32-45; 59-64) referto | Moncada Agrigento | PalaOlimpia (3.118 spett.) |

| Porto Empedocle 7 maggio 2015, ore 20:30 UTC+2 | Moncada Agrigento | 75 – 63 (20-21; 35-25; 58-48) referto | Tezenis Verona | PalaMoncada (1.970 spett.) |

| Porto Empedocle 9 maggio 2015, ore 18:00 UTC+2 | Moncada Agrigento | 83 – 80 (18-28; 40-46; 60-63) referto | Tezenis Verona | PalaMoncada (2.000 spett.) |

#### Casale - Biella
| Casale Monferrato 2 maggio 2015, ore 20:45 UTC+2 | Novipiù Casale Monferrato | 71 – 60 (19-17; 29-28; 48-40) referto | Angelico Biella | PalaFerraris |

| Casale Monferrato 4 maggio 2015, ore 20:45 UTC+2 | Novipiù Casale Monferrato | 76 – 67 (15-17; 36-33; 56-44) referto | Angelico Biella | PalaFerraris (1.952 spett.) |

| Biella 7 maggio 2015, ore 20:30 UTC+2 | Angelico Biella | 74 – 71 (26-28; 43-44; 57-57) referto | Novipiù Casale Monferrato | Biella Forum (2.857 spett.) |

| Biella 9 maggio 2015, ore 20:30 UTC+2 | Angelico Biella | 76 – 80 (27-19; 37-39; 53-57) referto | Novipiù Casale Monferrato | Biella Forum (3.108 spett.) |

#### Brescia - Trieste
| Brescia 3 maggio 2015, ore 18:00 UTC+2 | Centrale del Latte Brescia | 86 – 78 (27-20; 47-40; 69-54) referto | Pallacanestro Trieste 2004 | Pala San Filippo (2.450 spett.) |

| Brescia 5 maggio 2015, ore 20:30 UTC+2 | Centrale del Latte Brescia | 79 – 77 (22-28; 40-43; 58-61) referto | Pallacanestro Trieste 2004 | Pala San Filippo (2.450 spett.) |

| Trieste 8 maggio 2015, ore 20:30 UTC+2 | Pallacanestro Trieste 2004 | 85 – 84 (15-16; 39-47; 68-66) referto | Centrale del Latte Brescia | PalaTrieste (4.700 spett.) |

| Trieste 10 maggio 2015, ore 18:00 UTC+2 | Pallacanestro Trieste 2004 | 79 – 73 (16-17; 44-34; 65-47) referto | Centrale del Latte Brescia | PalaTrieste (5.800 spett.) |

| Brescia 13 maggio 2015, ore 20:45 UTC+2 | Centrale del Latte Brescia | 69 – 55 (22-15; 37-25; 55-43) referto | Pallacanestro Trieste 2004 | Pala San Filippo (2.450 spett.) |

#### Torino - Ferentino
| Torino 3 maggio 2015, ore 18:00 UTC+2 | Manital Torino | 88 – 72 (26-16; 52-39; 69-56) referto | FMC Ferentino | PalaRuffini |

| Torino 5 maggio 2015, ore 20:30 UTC+2 | Manital Torino | 92 – 79 (21-21; 39-37; 65-55) referto | FMC Ferentino | PalaRuffini (1.820 spett.) |

| Ferentino 8 maggio 2015, ore 20:30 UTC+2 | FMC Ferentino | 66 – 74 (16-21; 32-38; 52-48) referto | Manital Torino | Palazzetto Ponte Grande (788 spett.) |

### Semifinali
Ogni serie è al meglio delle 5 partite. L'ordine delle partite è: gara-1, gara-2 ed eventuale gara-5 in casa della meglio classificata; gara-3 ed eventuale gara-4 in casa della peggior classificata. 

#### Casale - Agrigento
| Casale Monferrato 16 maggio 2015, ore 20:45 UTC+2 | Novipiù Casale Monferrato | 53 – 60 (17-17; 28-31; 44-40) referto | Moncada Agrigento | PalaFerraris (2.120 spett.) |

| Casale Monferrato 18 maggio 2015, ore 20:30 UTC+2 | Novipiù Casale Monferrato | 66 – 72 (4-18; 21-36; 39-49) referto | Moncada Agrigento | PalaFerraris (1.881 spett.) |

| Porto Empedocle 21 maggio 2015, ore 20:30 UTC+2 | Moncada Agrigento | 69 – 71 (11-19; 22-35; 44-50) referto | Novipiù Casale Monferrato | PalaMoncada (2.000 spett.) |

| Porto Empedocle 23 maggio 2015, ore 20:30 UTC+2 | Moncada Agrigento | 80 – 72 (19-16; 42-36; 52-51) referto | Novipiù Casale Monferrato | PalaMoncada (2.200 spett.) |

#### Brescia - Torino
| Brescia 17 maggio 2015, ore 18:00 UTC+2 | Centrale del Latte Brescia | 78 – 73 (14-17; 30-46; 53-64) referto | Manital Torino | Pala San Filippo (2.450 spett.) |

| Brescia 19 maggio 2015, ore 20:45 UTC+2 | Centrale del Latte Brescia | 74 – 85 (13-22; 25-49; 47-65) referto | Manital Torino | Pala San Filippo (2.450 spett.) |

| Torino 22 maggio 2015, ore 20:30 UTC+2 | Manital Torino | 89 – 68 (20-15; 43-31; 69-45) referto | Centrale del Latte Brescia | PalaRuffini (3.480 spett.) |

| Torino 24 maggio 2015, ore 18:00 UTC+2 | Manital Torino | 91 – 86 (d.t.s.) (19-27; 43-45; 66-62; 81-81) referto | Centrale del Latte Brescia | PalaRuffini (3.563 spett.) |

### Finale
La serie è al meglio delle 5 partite. L'ordine delle partite è: gara-1, gara-2 ed eventuale gara-5 in casa della meglio classificata; gara-3 ed eventuale gara-4 in casa della peggior classificata. 

#### Torino - Agrigento
| Torino 31 maggio 2015, ore 21:00 UTC+2 | Manital Torino | 88 – 75 (19-18; 43-40; 61-59) referto | Moncada Agrigento | PalaRuffini (3.900 spett.) |

| Torino 2 giugno 2015, ore 20:30 UTC+2 | Manital Torino | 76 – 89 (15-20; 39-43; 54-55) referto | Moncada Agrigento | PalaRuffini |

| Porto Empedocle 5 giugno 2015, ore 20:30 UTC+2 | Moncada Agrigento | 76 – 65 (20-16; 36-30; 53-43) referto | Manital Torino | PalaMoncada (2.000 spett.) |

| Porto Empedocle 7 giugno 2015, ore 18:00 UTC+2 | Moncada Agrigento | 76 – 78 (23-16; 37-34; 51-60) referto | Manital Torino | PalaMoncada (2.000 spett.) |

| Torino 10 giugno 2015, ore 20:30 UTC+2 | Manital Torino | 93 – 70 (28-21; 49-37; 68-51) referto | Moncada Agrigento | PalaRuffini |

## Statistiche regular season

### Statistiche individuali

#### Valutazione
|    | Giocatore       | Squadra          | Partite | Valutazione | Media |
| -- | --------------- | ---------------- | ------- | ----------- | ----- |
| 1. | Ousman Krubally | Legnano Basket   | 30      | 828         | 27.6  |
| 2. | Darryl Monroe   | Scaligera Verona | 23      | 579         | 25.2  |
| 3. | B.J. Raymond    | Pall. Biella     | 26      | 624         | 24.00 |

Fonte:  Statistics, in legapallacanestro.com.

#### Punti
|    | Giocatore    | Squadra       | Partite | Punti | PPG   |
| -- | ------------ | ------------- | ------- | ----- | ----- |
| 3. | B.J. Raymond | Pall. Biella  | 26      | 573   | 22.00 |
| 2. | Alex Legion  | Trapani Shark | 18      | 392   | 21.8  |
| 3. | Ian Miller   | Jesi Academy  | 17      | 351   | 20.6  |

Fonte:  Statistics, in legapallacanestro.com.

#### Rimbalzi
|    | Giocatore       | Squadra        | Partite | Rimbalzi | RPG  |
| -- | --------------- | -------------- | ------- | -------- | ---- |
| 1. | Ousman Krubally | Legnano Basket | 30      | 361      | 12.0 |
| 2. | Murphy Holloway | Pall. Trieste  | 26      | 277      | 10.7 |
| 3. | William Mosley  | Recanati       | 30      | 318      | 10.6 |

Fonte:  Statistics, in legapallacanestro.com.

#### Assist
|    | Giocatore         | Squadra             | Partite | Assist | APG |
| -- | ----------------- | ------------------- | ------- | ------ | --- |
| 1. | Andrea De Nicolao | Scaligera Verona    | 26      | 167    | 6.4 |
| 2. | Alessandro Piazza | Fortitudo Agrigento | 24      | 139    | 5.8 |
| 3. | Michael Deloach   | Viola R. Calabria   | 30      | 154    | 5.1 |

Fonte:  Statistics, in legapallacanestro.com.

#### Altre statistiche
| Categoria        | Giocatore           | Squadra             | Partite | Media |
| ---------------- | ------------------- | ------------------- | ------- | ----- |
| Palle recuperate | Alessandro Piazza   | Fortitudo Agrigento | 24      | 3.1   |
| Stoppate         | William Mosley      | Recanati            | 30      | 2.3   |
| Palle perse      | Ian Miller          | Jesi Academy        | 17      | 4.6   |
| Falli subiti     | Ousman Krubally     | Legnano Basket      | 30      | 7.8   |
| Minuti giocati   | Jevohn Shepherd     | Barcellona          | 25      | 37:02 |
| % tiri liberi    | Riccardo Tavernelli | Fulgor Omegna       | 17      | 92.9% |
| % tiro da due    | William Mosley      | Recanati            | 30      | 66.3% |
| % tiro da tre    | Michael Umeh        | Scaligera Verona    | 25      | 45.7% |

### Statistiche di squadra
| Categoria        | Squadra          | Media  |
| ---------------- | ---------------- | ------ |
| Valutazione      | Leonessa Brescia | 91.7   |
| Punti            | Leonessa Brescia | 84.2   |
| Punti subiti     | Azzurro Napoli   | 81.1   |
| Rimbalzi         | Blu Treviglio    | 37.6   |
| Assist           | Scaligera Verona | 17.1   |
| Palle recuperate | Mantova          | 8.5    |
| Stoppate         | Pall. Trieste    | 3.2    |
| Palle perse      | Mantova          | 16.0   |
| % tiri liberi    | Basket Ferentino | 84.00% |
| % tiro da due    | Pall. Trieste    | 47.80% |
| % tiro da tre    | Pall. Biella     | 30.20% |

Fonte:  Statistics, in legapallacanestro.com.

## Verdetti

### Squadra campione
- Campioni d'Italia dilettanti:  Manital Torino (2º titolo)

| Maglia                                                                             | Giocatori | Presenze (playoff) | Punti (playoff) |
| ---------------------------------------------------------------------------------- | --------- | ------------------ | --------------- |
| PMS Torino                                                                         |           |                    |                 |
| Ron Lewis                                                                          | 26 (+12)  | 528 (+161)         |                 |
| Jacopo Giachetti                                                                   | 26 (+12)  | 342 (+153)         |                 |
| Tommaso Fantoni                                                                    | 26 (+12)  | 325 (+107)         |                 |
| Guido Rosselli                                                                     | 26 (+12)  | 210 (+103)         |                 |
| Lorenzo Gergati                                                                    | 22 (+12)  | 168 (+34)          |                 |
| Kenneth Viglianisi                                                                 | 21 (+9)   | 30 (+5)            |                 |
| Stefano Mancinelli                                                                 | 15 (+12)  | 173 (+214)         |                 |
| Davide Bruttini                                                                    | 11 (+12)  | 40 (+41)           |                 |
| Ian Miller                                                                         | 8 (+12)   | 82 (+174)          |                 |
| Nikolaj Vangelov                                                                   | 4 (+4)    | 4 (+0)             |                 |
| Tommaso Pichi                                                                      | 2 (+5)    | 0 (+0)             |                 |
| Allenatore: Luca Bechi                                                             |           |                    |                 |
| Altri giocatori: Bruno Mascolo (presenze: 2+0, punti: 0+0), Ares Fiore (1+0, 0+0). |           |                    |                 |

### Altri verdetti
- Retrocessioni: Pallacanestro Piacentina
- Coppa Italia LNP: Scaligera Verona
- Abbandoni: Veroli Basket, Fulgor Libertas Forlì